# Comuna de Poniatowa
Poniatowa (polaco: Gmina Poniatowa) é uma gminy (comuna) na Polónia, na voivodia de Lublin e no condado de Opolski (lubelski). A sede do condado é a cidade de Poniatowa.
De acordo com os censos de 2004, a comuna tem 15 295 habitantes, com uma densidade 181,7 hab/km².

## Área
Estende-se por uma área de 84,16 km², incluindo:
- área agricola: 76%
- área florestal: 16%

## Demografia
Dados de 30 de Junho 2004:
|                      | Total   | Total | Mulheres | Mulheres | Homens  | Homens |
| -------------------- | ------- | ----- | -------- | -------- | ------- | ------ |
|                      | pessoas | %     | pessoas  | %        | pessoas | %      |
| População            | 15 295  | 100   | 7927     | 51,8     | 7368    | 48,2   |
| Densidade (pop./km²) | 181,7   | 100   | 94,2     | 94,2     | 87,5    | 87,5   |

De acordo com dados de 2002, o rendimento médio per capita ascendia a 1086,04 zł.

## Subdivisões
- Dąbrowa Wronowska, Henin, Kocianów, Kowala Druga, Kowala Pierwsza, Kraczewice Prywatne, Kraczewice Rządowe, Leśniczówka, Niezabitów, Niezabitów-Kolonia, Obliźniak, Plizin, Poniatowa-Kolonia, Poniatowa-Wieś, Spławy, Szczuczki-Kolonia, Wólka Łubkowska, Zofianka.

## Comunas vizinhas
- Bełżyce, Chodel, Karczmiska, Opole Lubelskie, Wąwolnica, Wojciechów